# Nous étions libres
Pour plus de détails, voir Fiche technique et Distribution.
Nous étions libres, ou La tête dans les nuages au Québec (Head in the Clouds) est un film britannico-canadien réalisé par John Duigan, sorti en 2004.

## Synopsis
Gilda est une riche héritière qui s'est fait prédire sa mort quand elle aurait 33 ans... et brûle sa vie dans le luxe et la débauche. Elle recueille Mia, une espagnole, avec laquelle elle a une relation amoureuse ; et fait venir à Paris son amant anglais, Guy... Guy et Mia partent combattre en Espagne aux côtés des républicains.

## Fiche technique
- Titres français : Nous étions libres ( France) et La tête dans les nuages ( Québec)
- Titre original : Head in the Clouds
- Réalisation : John Duigan
- Scénario : John Duigan
- Production : Michael Cowan, Bertil Ohlsson, Jonathan Olsberg, Jason Piette, Maxime Rémillard, André Rouleau, Julia Palau et Matthew Payne
- Musique : Terry Frewer
- Photographie : Paul Sarossy
- Montage : Dominique Fortin
- Décors : Jonathan Lee
- Costumes : Mario Davignon
- Pays d'origine : États-Unis, Royaume-Uni, Espagne, Canada
- Format : Couleurs - 2,35:1 - Dolby Digital - 35 mm
- Genre : Drame, romance, guerre, érotique
- Durée : 132 minutes
- Dates de sortie :
  - 12 septembre 2004 ( Canada, festival de Toronto)
  - 17 septembre 2004 ( États-Unis)
  - 29 décembre 2004 ( France)

## Distribution
Légende : VF = Version Française[réf. nécessaire] et VQ = Version Québécoise
- Charlize Theron (VF : Barbara Kelsch ; VQ : Camille Cyr-Desmarais) : Gilda Bessé
- Penélope Cruz (VF : Ethel Houbiers ; VQ : Claudia Ferri) : Mia
- Stuart Townsend (VF : Damien Boisseau ; VQ : Martin Watier) : Guy
- Thomas Kretschmann (VF : Julien Kramer ; VQ : Patrick Chouinard) : Frans Bietrich
- Steven Berkoff (VF : Georges Claisse ; VQ : Hubert Gagnon) : Charles Bessé
- David La Haye (VQ : Tristan Harvey) : Lucien
- Karine Vanasse : Lisette
- Gabriel Hogan (VF : Guillaume Lebon ; VQ : Gilbert Lachance) : Julian Elsworth
- Peter Cockett (VF : Pierre Tessier) : Max
- Élizabeth Chouvalidzé : diseuse de bonne aventure
- Jolyane Langlois : Gilda, à l'âge de 14 ans
- Sophie Desmarais : Élodie
- Éloïsa Laflamme-Cervantes : Julie
- Cécile Cassel : Céline Bessé
- Elisa Sergent : Bessé's maid
- Charles LELAURE : French soldier

## Autour du film
- Le tournage a débuté le 19 mars 2003 et s'est déroulé à Londres, Cambridge, Montréal et Paris.

## Bande originale
- Parlez-moi d'amour, interprété par Lucienne Boyer
- My Girl's Pussy, interprété par John Duigan
- Blue Drag, interprété par The John Jorgenson Quintet
- Minor Swing, interprété par The John Jorgenson Quintet
- Big Jim Blues, interprété par Jean Robitaille
- Noël nouvelet, interprété par La petite Bande de Montréal
- La rumba d'amour, interprété par Mistinguett
- Robin des Bois, interprété par Mistinguett
- Vous qui passez sans me voir, interprété par Jean Sablon
- Ric & Pussy, interprété par Jacotte Perrier et le Quintette du Hot Club de France
- La litanie à la vierge, interprété par les Petits chanteurs du Mont-Royal

## Récompenses
- Prix de la meilleure photographie pour un long métrage de cinéma, lors des Canadian Society of Cinematographers Awards 2005.
- Prix Génie de la meilleure musique, meilleure photographie, meilleur montage et meilleurs décors en 2005.
- Nomination au Prix Jutra des meilleurs costumes en 2005.
- Prix du meilleur film, lors du Festival international du film de Milan 2005.